# Bornejska mačka
Bornejska mačka (lat. Pardofelis badia) je vrsta male mačke, koja je endem otoka Bornea. Klasificirana je kao ugrožena vrsta zbog velikog pada populacije uzrokovanog gubitkom staništa.

## Opis
Izgledom nalikuje azijskoj zlatnoj mački, ali je mnogo manja od nje. Krzno joj je blijedo kestenjaste boje. Rep je dug i pri kraju zašiljen, te se na njemu nalazi velika bijela pruga. Uši su okruglaste.
U razdoblju između 1874. i 2004. samo dvanaest primjeraka je izmjereno. Duljina tijela im je varirala od 49,5 do 67 centimetara, dok je rep dug 30-40,3 centimetara.Pretpostavlja se da odrasle jedinke imaju masu 3-4 kilograma, ali je premalo jedinki izvagano da bi se dobila pouzdanija procjena.
Kratka, zaobljena glava je tamnosive boje, te ima dvije tamne pruge koje se pružaju iz kuta svakog oka. Također, na stražnjoj strani glave je tamna mrlja u obliku slova "M". Proporcije tijela i vrlo dugi rep ovoj mački daju izgled koji podsjeća na jaguarundija.

## Ekologija i ponašanje
Tajnoviti i noćni način života, te možda niska gustoća populacije bornejske mačke su mogući razlozi toga što ju je vrlo teško vidjeti. Ništa se ne zna o njezinoj ishrani i reproduktivnom ponašanju.
U razdoblju između 2003. i 2006. snimljena je samo jedna fotografija bornejske mačke tijekom 5034 noći. Prema nepotvrđenoj anegdoti iz Sarawaka, bornejska mačka je promatrana na grani visine 1 metar iznad zemlje blizu rijeke tijekom noćne ekspedicije. Lokalni skupljač životinja tvrdi da je slučajno susreo dvije bornejske mačke u odvojenim navratima u prosincu 2003. Kazao je da su bornejske mačke ušle u njegov kavez za ptice, te napale njegove fazane. Jedna mačka je uginula u zatočeništvu,a druga je otpuštena.

## Vanjske poveznice
- (engl.) IUCN Cat Specialist Group: Bornean Bay Cat  Arhivirana inačica izvorne stranice od 9. siječnja 2022. (Wayback Machine)
- (engl.) Indian Tiger Welfare Society
- (engl.) BBC 2008: Bay cat, Bornean red cat, Bornean marbled cat

Ostali projekti
|  | Zajednički poslužitelj ima još gradiva o temi Bornejska mačka |
|  | Wikivrste imaju podatke o taksonu Bornejska mačka             |